# 사막의 왕
《사막의 왕》은 왓챠에서 2022년 12월부터 방영된 대한민국의 드라마이다.

## 기획 의도
돈이 전부라고 믿는 사람들과 돈이 다가 아니라 믿는 사람들의 선택에 관한 이야기를 그린 왓챠 오리지널

## 제작진

### 연출
- 김보통 : ( 넷플릭스 오리지널 드라마 《D.P.》(공동집필), 넷플릭스 오리지널 드라마 《D.P. 시즌2》(공동집필) 등 연출 & 집필 )

- 이탁

- 이태동 : ( Seezn 목요 미니시리즈 《강계장 Part Ⅰ》(연출), Seezn 목요 미니시리즈 《강계장 Part Ⅱ》(연출) 등 연출 )

### 극본
- 김보통

### 출연
- 양동근

- 박예린

- 진구

- 김재화

- 장동윤

- 정이서

- 이홍내